# 细柄毛蕨
细柄毛蕨（学名：Cyclosorus kuliangensis），为金星蕨科毛蕨属下的一个植物种。